# Inkognito (1987)
Inkognito (Originaltitel: Hiding Out) ist eine US-amerikanische Jugend-Filmkomödie aus dem Jahr 1987.

## Handlung
Andrew Morenski ist 30 Jahre alt und Börsenmakler in New York. Gemeinsam mit zwei Kollegen hat er falsche Wertpapiere an Verbrecher verkauft. Dies wird ihnen zum Verhängnis, als einer der drei nach einem Abend in der Bar in seinem Zuhause getötet wird. Am nächsten Morgen werden Andrew und sein Kollege vom FBI in Schutzhaft gebracht, um ein weiteres Tötungsdelikt zu verhindern.
Als Andrew seine Begleiter dazu überreden kann, das Versteck für ein Frühstück im Diner zu verlassen, werden sie von einem Kopfgeldjäger verfolgt. Dieser tötet einen Begleiter und verletzt den anderen. Andrew flieht aus der Stadt, springt auf einen Zug und wird von einem LKW-Fahrer bis nach Delaware mitgenommen. Dort kontaktiert er seine Tante Lucy, um bei ihr eine temporäre Bleibe zu finden. Sie vereinbaren als Treffpunkt die High School, wo Lucy als Krankenschwester arbeitet.
Mit einer Rasur, einer halb blondierten Frisur und neuer Kleidung wirkt Andrew wie ein Teenager. Daher wird er in der High School angekommen auch direkt für einen Schüler gehalten und als Maxwell (Max) Hauser registriert. Der Name stammt von einer Kaffeedose der Marke Maxwell House. Im Unterricht angekommen sitzt er zufällig in der gleichen Klasse wie sein Cousin Patrick, welcher ihn zunächst nicht erkennt. Bei ihm findet er schließlich auch eine Unterkunft, ohne dem Wissen von Lucy.
Andrew macht sich bei seinen Mitschülern schnell beliebt, da er die Ansichten der Lehrer hinterfragt und kritisch betrachtet. So weckt er ebenfalls das Interesse von Ryan, deren Aufsatz er unwissentlich vor der Lehrerin verteidigt. Es wird eine Wahlkampagne gestartet, dass Andrew der neue Schülersprecher werden und die Interessen seiner Mitschüler besser vertreten soll.
Durch den Versand einer Geburtstagskarte an seine Großmutter verrät er versehentlich seinen aktuellen Standort an die Kopfgeldjäger, welche sich als FBI-Agenten tarnen. Währenddessen konnte das FBI Andrew aufgrund seiner Kreditkartenaktivitäten aufspüren, weshalb sein Versteck in Patricks Zimmer nicht mehr als Unterschlupf dienen konnte. Stattdessen bekommt er einen Schlüssel für die Schule, um dort zu übernachten. Nach ein paar Nächten trifft er auf den Hausmeister, dem er schlussendlich seine wahre Identität verrät.
Als bei der Verkündung des neuen Schülersprechers nicht Andrew, sondern der amtierende Sieger Kevin gekürt wird, verlangt dieser eine erneute Abstimmung, wohlwissend, dass die Wahl manipuliert war. Als dabei Andrew als eindeutiger Sieger hervor geht, beginnt der Kopfgeldjäger auf die Bühne zu schießen. Andrew verfolgt diesen bis unter das Dach, bis Patrick den Kopfgeldjäger mit einem Scheinwerfer blendet und dieser auf den Boden der Halle stürzt.
Während die anderen Schüler ihren Abschluss feiern, befindet sich Andrew vor Gericht gegen die Verbrecher, an die er die Wertpapiere verkauft hat. Daraufhin verabschiedet er sich von seiner Großmutter, da er unmittelbar nach der Verhandlung ins Zeugenschutzprogramm aufgenommen wird.
Nach einem etwas größeren Zeitsprung ist Ryan auf dem College und sitzt am Campus unter einem Baum. Andrew, der sich mittlerweile Eddie Collins nennt, ist ebenfalls auf diesem College eingeschrieben und offenbart ihr, dass er Lehrer werden möchte.

## Soundtrack
Der Titelsong Live My Life stammt vom britischen Sänger Boy George. Des Weiteren enthält der Soundtrack Titel wie Crying von Roy Orbison im Duett mit K.d. lang, Catch Me (I'm Falling) von Pretty Poison oder You Don't Know von Scarlett & Black.
Der Soundtrack ist auf CD, LP und MC erhältlich. Je nach Veröffentlichung enthält dieser 11 oder 12 Titel.

## Kritiken
“It's a thoroughly professional job, but even in making a feature film, Giraldi still seems to be working to please a client. He shoots the script, supplying just enough style to make it stand up but not enough to make it move.”

„Es ist ein durch und durch professioneller Job, aber selbst beim Drehen eines Spielfilms scheint Giraldi immer noch daran zu arbeiten, einen Kunden zufrieden zu stellen. Er dreht das Drehbuch und liefert gerade genug Stil, um es aufrecht stehen zu lassen, aber nicht genug, um es zu bewegen.“

“Hiding Out is a pleasant bit of fluff; it's Back to the Future without the fantasy. It's no breakthrough in movie-making, but it's not dumb either. There are enough funny lines and enough winning performances to forgive the implausibilities and the ridiculous action scene at the end.”

„Hiding Out ist ein angenehmer Flaum; es ist Zurück in die Zukunft ohne Fantasie. Es ist kein Durchbruch im Filmemachen, aber es ist auch nicht dumm. Es gibt genug lustige Zeilen und genug gute Darbietungen, um die Unglaubwürdigkeiten und die lächerliche Actionszene am Ende zu verzeihen.“

## Besetzung und Synchronisation
| Rolle                          | Schauspieler  | Synchronrolle         |
| ------------------------------ | ------------- | --------------------- |
| Andrew Morenski/Maxwell Hauser | Jon Cryer     | Pierre Peters-Arnolds |
| Bakey                          | John Spencer  | Michael Rüth          |
| Clinton                        | Claude Brooks | Ekkehardt Belle       |